# Mohora, Nógrád
Mohora  este un sat în districtul Balassagyarmat, județul Nógrád, Ungaria, având o populație de 952 de locuitori (2011). 

## Demografie
Componența etnică a satului Mohora
     Maghiari (89,78%)
     Romi (8,55%)
     Români (1,25%)
     Necunoscut (0,42%)
     Alții (0,42%)
Componența confesională a satului Mohora
     Romano-catolici (68,17%)
     Luterani (4,62%)
     Fără religie (2,73%)
     Reformați (2,31%)
     Necunoscută (22,16%)
     Alte religii (1,47%)
Conform recensământului din 2011, satul Mohora avea 952 de locuitori. Din punct de vedere etnic, majoritatea locuitorilor (89,78%) erau maghiari, existând și minorități de romi (8,55%) și români (1,25%). Apartenența etnică nu este cunoscută în cazul a 0,42% din locuitori.  Din punct de vedere confesional, majoritatea locuitorilor (68,17%) erau romano-catolici, existând și minorități de luterani (4,62%), persoane fără religie (2,73%) și reformați (2,31%). Pentru 22,16% din locuitori nu este cunoscută apartenența confesională.